# 芒布罗勒
芒布罗勒（法語：Membrolles，發音：[mɑ̃bʁɔl]）是法国卢瓦-谢尔省布卢瓦区曾经的一个市镇。2016年1月1日，芒布罗勒与临近的6个市镇合并为新市镇博斯拉罗迈讷，并成为了博斯拉罗迈讷的委派市镇。

## 地理
芒布罗勒（47°59'5"N, 1°28'2"E）面积18.95 平方千米，位于法国中央-卢瓦尔河谷大区卢瓦-谢尔省，该省份为法国中北部省份，北起厄尔-卢瓦省，东北接卢瓦雷省，东南接谢尔省，南至安德尔省，西南接安德尔-卢瓦尔省，西北接萨尔特省。
与芒布罗勒接壤的市镇（或旧市镇、城区）包括：勒梅、奥祖瓦尔勒布勒伊、普雷努韦隆、特里普勒维尔、韦尔德。
芒布罗勒的时区为UTC+01:00、UTC+02:00（夏令时）。

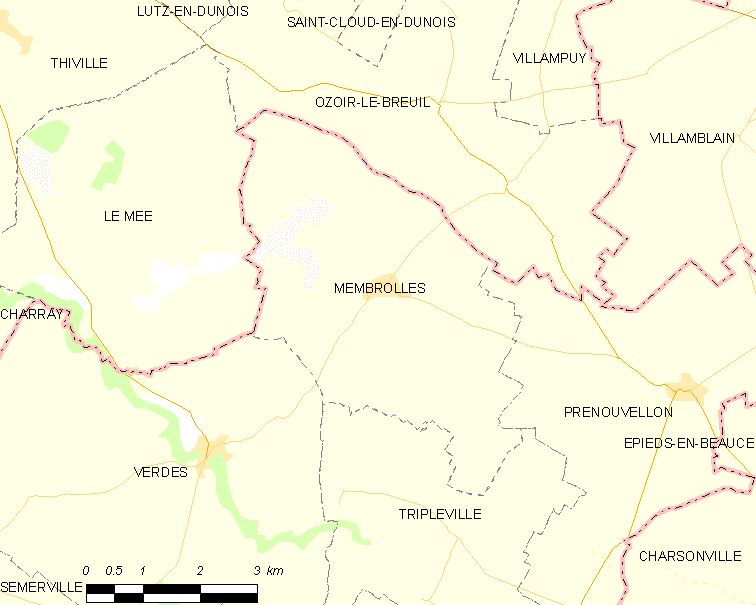
芒布罗勒的OSM定位图

## 行政
芒布罗勒的邮政编码为41240，INSEE市镇编码为41133。

## 政治
芒布罗勒所属的省级选区为拉博斯县。

## 人口

1962-2008年间芒布罗勒人口变化图示

芒布罗勒于2018年1月1日时的人口数量为269人。